# Cudrefin
Cudrefin ([kydʁəfɛ̃], toponimo francese) è un comune svizzero di 1 557 abitanti del Canton Vaud, nel distretto della Broye-Vully.

## Geografia fisica
Cudrefin si affaccia sul Lago di Neuchâtel.

## Storia
Nel 2002 Cudrefin ha inglobato il comune soppresso di Champmartin.

### Simboli
di rosso.»
Lo stemma riunisce il vecchio emblema di Cudrefin, nella parte superiore, con il gambero rosso in campo d'oro che Champmartin aveva in uso dal 1915.
Il simbolo del pesce compare per la prima volta su un sigillo del comune del 1744 e potrebbe derivare dal blasone della famiglia Treytorrens (di rosso, a tre pesci d'argento, posti in fascia e ordinati in palo), signori del villaggio dal 1482 al 1718.

## Monumenti e luoghi d'interesse

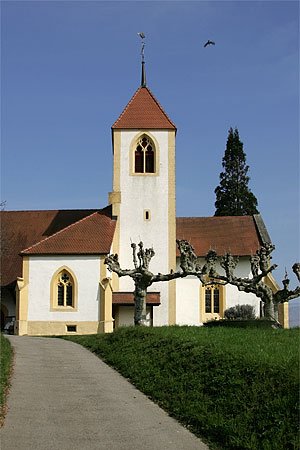
La chiesa di San Teodulo

- Chiesa riformata, eretta nel 1522[1];
- Chiesa di San Teodulo in località Montet, eretta nel XV secolo[5].

## Società

### Evoluzione demografica
L'evoluzione demografica è riportata nella seguente tabella:
Abitanti censiti

## Amministrazione
Ogni famiglia originaria del luogo fa parte del cosiddetto comune patriziale e ha la responsabilità della manutenzione di ogni bene ricadente all'interno dei confini del comune.